# For Life (serie televisiva)
For Life  è una serie televisiva statunitense di genere legale, giallo, thriller creata da Hank Steinberg che è stata trasmessa per la prima volta in prima visione assoluta su ABC l'11 febbraio 2020. La serie è vagamente basata sulla vera storia di Isaac Wright Jr., che è stato imprigionato per un crimine che non ha commesso. Mentre era in carcere, è diventato un avvocato e ha contribuito a ribaltare le condanne ingiuste di venti dei suoi compagni di reclusione, prima di dimostrare finalmente la propria innocenza. Nel giugno 2020, la serie è stata rinnovata per una seconda stagione che ha debuttato il 18 novembre 2020.
In Italia la serie è in onda in prima visione assoluta su Rai 4 dal 14 gennaio 2021.

## Trama
La serie è incentrata su Aaron Wallace, un imprenditore, proprietario di discoteche, sposato con Marie e padre di una figlia. Viene condannato all'ergastolo per un crimine che non ha commesso: aver partecipato ad un giro di traffico di stupefacenti mettendo a disposizione i suoi locali.  Durante la detenzione, Wallace studia come avvocato riuscendo con uno stratagemma a prendere anche la licenza per esercitare. Lavora come avvocato difensore per altri detenuti diventando una sorta di faro all'interno della prigione aiutato anche dalla direttrice del carcere, una donna omosessuale, sposata con la candidata a procuratore che sfida proprio colui che ha incriminato Wallace. Mentre si sforza di ottenere vittorie per i suoi assistiti, cerca prove, cavilli per la revoca della sua sentenza. La serie è vagamente basata sulla vita di Isaac Wright Jr.

## Episodi
| Stagione         | Episodi | Prima TV USA | Prima TV Italia |
| ---------------- | ------- | ------------ | --------------- |
| Prima stagione   | 13      | 2020         | 2021            |
| Seconda stagione | 10      | 2021         | 2022            |

## Personaggi e interpreti

### Personaggi principali
- Aaron Wallace, interpretato da Nicholas Pinnock:  ex proprietario di discoteche, condannato per traffico di droga, anche se in realtà la droga apparteneva a uno dei suoi amici. Ora sta scontando una condanna a vita senza possibilità di libertà condizionale, ottiene una licenza per esercitare la professione legale e lavora per aiutare i suoi compagni detenuti in tribunale.
- Safiya Masry, interpretata  da Indira Varma: direttrice della prigione dove Wallace sta scontando la sua pena. Ha una mentalità riformista e lo aiuta come meglio può, ma il loro rapporto è in conflitto con gli interessi della moglie
- Marie Wallace, interpretata da Joy Bryant: moglie di Aaron, che ha stretto una nuova relazione con Darius, uno dei suoi amici. Sebbene sia comprensiva per la situazione di suo marito, sente anche il bisogno di andare avanti
- Anya Harrison (stagione 1),interpretata da Mary Stuart Masterson: moglie di Safiya. È in corsa per la carica di procuratore generale dello Stato di New York
- Jamal Bishop, interpretato da Dorian Missick: il più caro amico di Aaron in prigione. Di tanto in tanto aiuta Aaron a preparare i casi
- Jasmine Wallace, interpretata da Tyla Harris: figlia adolescente di Aaron. A differenza di sua madre, non ha mai smesso di credere in suo padre e sogna di vederlo tornare a casa un giorno
- Frank Foster (stagione 1), interpretato da Glenn Fleshler: ufficiale penitenziario della prigione. Come alla maggior parte delle sue guardie, non gli piace Aaron
- Glen Maskins (stagione 1), interpretato da Boris McGiver: il pubblico ministero che ha guidato la squadra che ha messo in prigione Aaron e che ora è in corsa per la carica di procuratore generale dello stato. Disdegna il desiderio del suo vecchio nemico di riabilitare il suo nome e farà tutto il necessario, incluso il ricatto, per tenerlo rinchiusoin
- Henry Roswell, interpretato da Timothy Busfield: un ex senatore dello stato di New York che assiste Aaron nella sua battaglia, in seguito lo aiuta a prepararsi a discutere il suo processo in tribunale

### Personaggi ricorrenti
- Darius Johnson, interpretato da Brandon J. Dirden: il migliore amico di Aaron che inizialmente dubita di lui ma in seguito lo assiste col nuovo processo dopo aver trovato nuove prove che suggeriscono che Aaron non è colpevole.
- Dez O'Reilly, interpretato da Erik Jensen: assistente procuratore distrettuale che lavora per Maskins.
- Cassius Dawkins, interpretato da 50 Cent: un pericoloso detenuto che viene trasferito a Bellmore da Maskins. Una volta lì, causa immediatamente problemi ad Aaron, Frank e Safiya
- Wild Bill Miller, interpretato da Peter Greene: il capo della banda della supremazia bianca a Bellmore.
- Hassan Nawaz, interpretato da Felonious Munk: carcerato a Bellmore.
- Jerry McCormack, interpretato da Joseph Siravo: il capo del consiglio di amministrazione della prigione che sovrintende a Bellmore e ad altre strutture correzionali. Ha firmato l'ordine che ha permesso a Cassius Dawkins di essere trasferito a Bellmore.
- Tom Hansen, interpretato da Matt Dellapina: l'assistente di Safiya che la aiuta a monitorare tutte le aree della struttura correttiva di Bellmore.
- Ronnie Baxter,interpretato da Toney Goins: il fidanzato di Jasmine e il padre di suo figlio.
- Alan Burke, interpretato da John Doman: il procuratore generale dello stato di New York

## Produzione

### Sviluppo
L'11 ottobre 2018, Deadline Hollywood ha riferito che la serie allora senza nome era in fase di sviluppo presso la ABC. L'episodio pilota è stato scritto da Hank Steinberg, che è anche produttore esecutivo insieme ad Alison Greenspan, 50 Cent, Doug Robinson, Isaac Wright Jr. e George Tillman Jr. Le società di produzione coinvolte nel pilot includono G-Unit Film & Television, Doug Robinson Productions, ABC Studios e Sony Pictures Television. L'8 febbraio 2019, Deadline ha riferito che la produzione aveva ufficialmente ricevuto l'ordine di girare l'episodio pilota. Nel maggio 2019, Deadline ha riferito che la ABC aveva ordinato la serie, ora intitolata For Life e che sarebbe stata presentata in anteprima verso metà stagione. Il 21 novembre 2019, TV Line ha pubblicato un trailer della serie esclusiva e ha annunciato una data per la prima l'11 febbraio 2020.  Il 15 giugno 2020, la ABC ha rinnovato la serie per una seconda stagione che ha debuttato il 18 novembre 2020.

### Casting
Nel marzo 2019, è stato annunciato che Nicholas Pinnock, Indira Varma, Joy Bryant, Mary Stuart Masterson, Boris McGiver, Tyla Harris e Dorian Missick si erano uniti al cast nei ruoli principali per girare l'episodio pilota.

### Riprese
Il 31 agosto 2020, iniziano le riprese della seconda stagione a New York.  Tuttavia, l'11 settembre 2020, è stata sospesa la produzione a causa dei risultati dei test COVID-19. Due giorni dopo, è stato annunciato che la sospensione della produzione sarebbe durata almeno due settimane.

## Accoglienza
Sul sito Web dell'aggregatore di recensioni Rotten Tomatoes, la serie detiene un punteggio dell'86% con 14 recensioni, con una valutazione media di 7,12 / 10. Il consenso dei critici del sito recita: "Guidato dalla potente performance di Nicholas Pinnock, For Life evita le insidie procedurali con una sceneggiatura robusta ed empatica per dargli vita"  Su Metacritic, ha un punteggio medio ponderato di 64 su 100, sulla base di 10 critiche, indicando "recensioni generalmente favorevoli".